# Гірничотехнічна рекультивація
Гірничотехні́чна рекультива́ція — комплекс гірничотехнічних робіт з відновлення природного ландшафту, зміненого внаслідок відкритої розробки родовищ.

## Загальний опис
Завдання гірничотехнічної рекультивації — підготовка порушених земель до передачі їх у використання сільському або лісовому господарствам.
Основні об'єкти гірничотехнічної рекультивації: відвали розкривних порід і вироблені простори кар'єрів, мулонакопичувачі та шламовідстійники.
Гірничотехнічна рекультивація — це комплекс заходів, спрямованих на відновлення продуктивності порушених земель, а також на поліпшення умов навколишнього середовища. На діючих підприємствах, пов'язаних з порушенням земель, рекультивація повинна бути невід'ємною частиною їх технологічних процесів. Оскільки рекультивації в основному підлягають землі гірничого відводу, місць видобутку корисних копалин, дана діяльність може і повинна розглядатися в рамках екогеології.
В процесі рекультивації розрізняють два основних етапи: технічний етап — це підготовка земель для подальшого цільового використання в народному господарстві (планування, формування укосів, зняття, транспортування, збереження і подальше нанесення ґрунтового шару) і другий етап — рекультивації біологічної. Він включає відновлення родючості, включаючи комплекс агротехнічних і фітомеліоративних заходів, спрямованих на відновлення біоти. Якщо відновлення орієнтоване на інше використання земель (наприклад, створення тут водойми), то подібні заходи другого етапу не потрібні.
Відповідно виділяються наступні напрямки рекультивації: сільськогосподарська (створення на порушених землях сільгоспугідь), лісогосподарська, рибогосподарська, санітарно-гігієнічна тощо.

## Рекультивація порушених земель

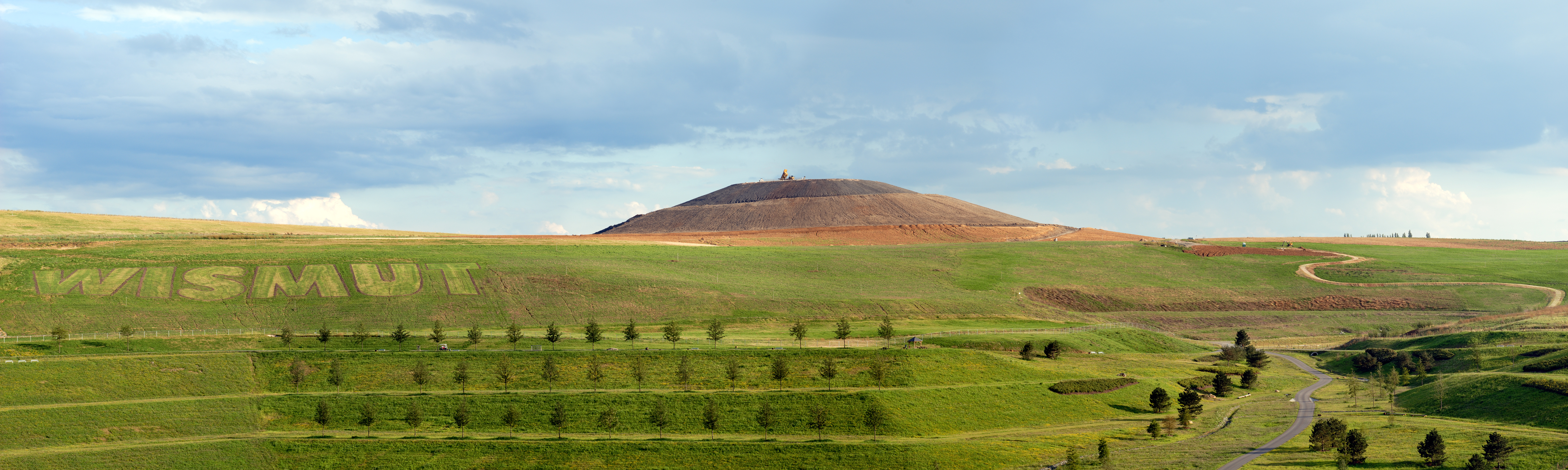
Рекультивована площа «Neue Landschaft Ronneburg» в Німеччині після відкритих розробок корисних копалин.

Рекультива́ція пору́шених земе́ль — комплекс організаційних, технічних і біотехнологічних заходів, спрямованих на відновлення ґрунтового покриву, поліпшення стану та продуктивності порушених земель.
Землі, які зазнали змін у структурі рельєфу, екологічному стані ґрунтів і материнських порід та у гідрологічному режимі внаслідок проведення гірничодобувних, геологорозвідувальних, будівельних та інших робіт, підлягають рекультивації.
Найпоширеніший спосіб рекультивації — нанесення на поверхню відвалів ґрунту шаром 30-50 см.
Великий досвід по рекультивації порушених земель накопичений в ряді зарубіжних країн (США, Англія, Німеччина, Нідерланди та ін.). У США за 1930-1976 роки гірничими роботами порушено 0,2% території країни, однак більше 40% її відновлено. Природно, що таке відновлення призводить до подорожчання одержуваної сировини. Так, на вугільних розрізах собівартість зростає на 1 т вугілля на 10-30%.
Значні успіхи по рекультивації земель відзначені в Росії. Зокрема, на відвалах гірських порід в Кузбасі, на Уралі та інших регіонах створені повноцінні лісонасадження з сосни, берези, модрини, інших рослин.
В Україні, на Донбасі успішно проводилися роботи по нівелюванню та озеленення териконів з метою усунення негативного їх впливу на навколишнє середовище (запилення, загоряння деяких відвалів та ін.). Прикладами дуже виразної рекультивації можуть бути лісопосадки на місці відпрацьованих кар'єрів залізних руд в Криму, а також на Новоселівському кар'єрі кварцових пісків в Харківській області.